# Gattera
La Gattera (modernamente anche Maiocca) è una frazione della città lombarda di Codogno posta a nord dell'abitato.

## Storia
La località è un piccolo borgo agricolo di antica origine. Nel 1751 venne registrata avente 119 abitanti.
In età napoleonica (1809-16) Gattera fu frazione di Codogno. Recuperò l'autonomia con la costituzione del Regno Lombardo-Veneto.
All'Unità d'Italia nel 1861, il comune contava 728 abitanti, e nel nome gli venne aggiunto il riferimento alla cascina Maiocca. Nel 1869 Gattera venne aggregata a Codogno.